# Tortula lazarenkoi
Tortula lazarenkoi là một loài Rêu trong họ Pottiaceae. Loài này được L.I. Savicz miêu tả khoa học đầu tiên năm 1965.